# Поллена-Троккья
Поллена-Троккья (итал. Pollena Trocchia) — город в Италии, располагается в регионе Кампания, в провинции Неаполь.
Население составляет 13 326 человек (на 2001 г.), плотность населения составляет 1643,2 чел./км². Занимает площадь 8,11 км². Почтовый индекс — 80040. Телефонный код — 081.
Покровителем коммуны почитается святой апостол Иаков Старший. Праздник ежегодно празднуется 25 июля.